# Xã Hays, Quận Greene, Arkansas
Xã Hays (tiếng Anh: Hays Township) là một xã thuộc quận Greene, tiểu bang Arkansas, Hoa Kỳ. Năm 2010, dân số của xã này là 115 người.